# Final Fantasy III
Final Fantasy III (jap. ファイナルファンタジーIII Fainaru Fantajī Surī) – gra komputerowa z gatunku jRPG wydana przez Square Co., Ltd. w 1990 roku na Nintendo Entertainment System. W 2006 roku wydany został całkowity remake gry na konsolę Nintendo DS, jako część kolekcji Finest Fantasy For Advance.
Final Fantasy III w wersji na NES nie została wydana w Europie Zachodniej, Polsce i Ameryce Północnej, dopiero jej remake z 2006 na Nintendo DS został wydany na całym świecie.
Gra opowiada o czterech dzieciach z wioski Ur, wybranych przez Kryształ Światła do walki z siłami zła.

## Wersja na Nintendo DS
Nowa wersja ma odświeżoną grafikę trójwymiarową, dodano wsparcie dla ekranu dotykowego i poprawiono kilka błędów z poprzedniego wydania. Wersja na Nintendo DS jest pierwszą wersją Final Fantasy III, która została wydana poza Japonią. Final Fantasy III DS dodaje także wsparcie dla Nintendo Wi-Fi Connection, tworząc tzw. Mognet. Za pomocą Mognetu gracze mogą wysyłać sobie pocztę. Jest to konieczne do odblokowania kilku questów. Zmienione zostały klasy postaci – wszyscy zaczynają jako freelancerzy, dotychczasowa domyślna klasa, Onion Knight jest teraz klasą sekretną. Gracz może zmieniać klasy postaci w dowolnym momencie, jednak po zmianie klasy nie może ona korzystać z jej unikatowych zdolności przez najbliższe 2–10 walk. Pierwszymi dostępnymi profesjami są: Warrior (wojownik), Black Mage (czarny mag), White Mage (biały mag), Red Mage (czerwony mag), Monk (mnich) i Thief (złodziej). Wersja na NDS proponuje także domyślne imiona bohaterów: głównym bohaterem jest Luneth, pozostali to Arc, Refia i Ingus.